# Akrothemis bimaculata
Akrothemis bimaculata là loài chuồn chuồn trong họ Libellulidae. Loài này được Theischinger & Rirchards mô tả khoa học đầu tiên năm 2012.